# Wilhelm Heinrich Christoph Schmölling
Wilhelm Heinrich Christoph Schmölling, bekend onder W.H.C. Schmölling,  (Dittichenrode, 1 januari 1828 – Haarlem, 29 november 1908) was een Nederlands organist en muziekpedagoog van Duitse komaf.
Hij bleef ongetrouwd. Zijn legaat ging naar armen in de stad.
Hij werd opgeleid aan het Lehrer-Seminar te Eisleben (1846-1849) en het Conservatorium van Leipzig (1855-1857). Hij kwam op dertigjarige leeftijd naar Nederland. Hij werd muziekonderwijzer aan Instituut Noorthey, dan nog te Veur (huis van opvoeding en onderwijs) (1858) en kortstondig aan Instituut Schreuders in Noordwijk. In 1866 werd hij benoemd tot muziekonderwijzer viool en orgel aan de Rijksnormaalschool in Haarlem, alwaar hij tot minstens 1903 werkte. Hij was tussen 1868 en 1883 tevens dirigent van het liedertafel en mannenkoor "Zang en Vriendschap". Sinds 1866 was hij organist van de Bakenesserkerk te Haarlem, alwaar hij vrijwel direct de vernieuwing van het orgel door Julius Alexander Strobel in gang zette; een groter orgel volgde in 1874 van dezelfde bouwer.  
Volgens zijn in necrologie in Caecilia opgemaakt door zijn leerling Jan Willem Enschedé was hij zeer muzikaal, maar middelmatig technisch op allerlei muziekinstrumenten. Zijn mening kon hij maar moeilijk overbrengen op muziekklassen vanwege een slechte kennis van het Nederlands. Een andere leerling van hem was organist Louis Robert.
Hij schreef, vermoedelijk voor zijn eigen koor, ook enkele werken.
Hij overleed aan een longontsteking na op 19 november nog een concert gegeven te hebben. Hij werd op Begraafplaats Schoterlaan in Haarlem begraven. Bij het neerlaten van de kist werd Het graflied van Ludwig Felix Brandts Buys ten gehore gebracht door genoemd koor. Onder de aanwezigen waren afgezanten van de door hem opgerichte Bachvereniging, de Maatschappij tot Bevordering der Toonkunst en strijkkwartet Loreley, waarin hij speelde.
In 1909 werd bekend dat zich een comité had gevormd ter oprichting van een gedenkteken bestaande uit een grafteken, een buste of een medaillon. Thérèse van Hall ontwierp ter nagedachtenis aan hem een gedenksteen, geplaatst in de nieuwe vestiging van die Rijksnormaalschool/Rijkskweekschool, nadat eerst toestemming aan het Rijk was gevraagd. De onthulling ging gepaard met onder andere een gedenkboekje, uitgegeven door Wiesenhahn te Haarlem. De beeltenis bestaat uit een meisjesfiguur die met haar handen over de orgeltoetsen glijdt. Het duurde een aantal jaar voordat tot plaatsing kon worden overgaan; men was met nieuwbouw bezig; laatste bekend adres was aan de Leidsevaart. Of het daadwerkelijk geplaatst is, is onbekend. 